# دمی‌گز
دُمَی‌گز یا دُمَی‌گز جنوبی، روستایی است از توابع بخش بردخون در شهرستان دیر استان بوشهر ایران.

## جمعیت
این روستا در دهستان بردخون قرار دارد و بر اساس آمار رسمی سرشماری سال ۱۳۹۰ جمعیت آن ۸۲ نفر (۲۱ خانوار) می‌باشد که در سال ۱۳۸۵ جمعیت آن، ۷۰نفر (۱۸ خانوار) بوده‌است.